# St Neot
Ne doit pas être confondu avec St Neots.
St Neot (Logniet en cornique) est un village et une paroisse civile des Cornouailles, en Angleterre.

## Toponymie
St Neot doit son nom au saint patron de son église, Neot. Le village est attesté pour la première fois dans le Domesday Book, compilé en 1086, sous le nom latin de Sanctus Neotus.

## Géographie
St Neot est un village des Cornouailles, dans le Sud-Ouest de l'Angleterre. Il est situé dans l'est du comté, entre les villes de Bodmin et Liskeard.

## Histoire
Le Domesday Book indique qu'en 1086, vingt ans après la conquête normande de l'Angleterre, le village de St Neot compte 16 habitants. Le manoir appartient pour moitié aux chanoines de l'abbaye locale et pour moitié au baron anglo-normand Robert de Mortain.

## Démographie
Au recensement de 2011, la paroisse civile de St Neot comptait 947 habitants.
| 1801 | 1811  | 1821  | 1831  | 1841  | 1851  | 1881  |
| ---- | ----- | ----- | ----- | ----- | ----- | ----- |
| 906  | 1 041 | 1 255 | 1 424 | 1 515 | 1 628 | 1 303 |

| 1891  | 1901  | 1911  | 1921  | 1931  | 1951 | 1961 |
| ----- | ----- | ----- | ----- | ----- | ---- | ---- |
| 1 237 | 1 020 | 1 074 | 1 086 | 1 009 | 932  | 799  |

| 1971 | 1981 | 1991 | 2001 | 2011 | - | - |
| ---- | ---- | ---- | ---- | ---- | - | - |
| ?    | ?    | ?    | ?    | 947  | - | - |